# Aesculus

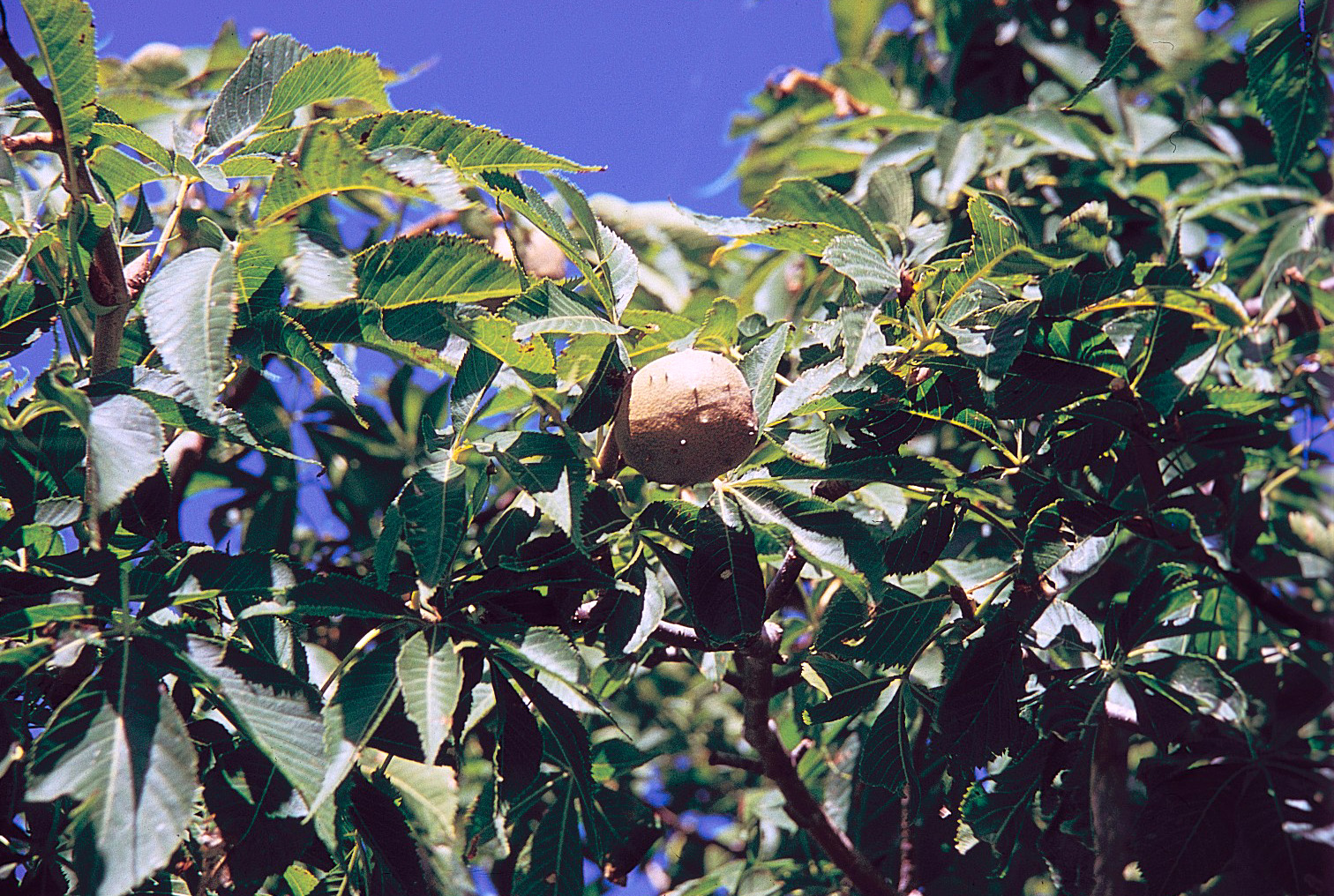
Aesculus glabra

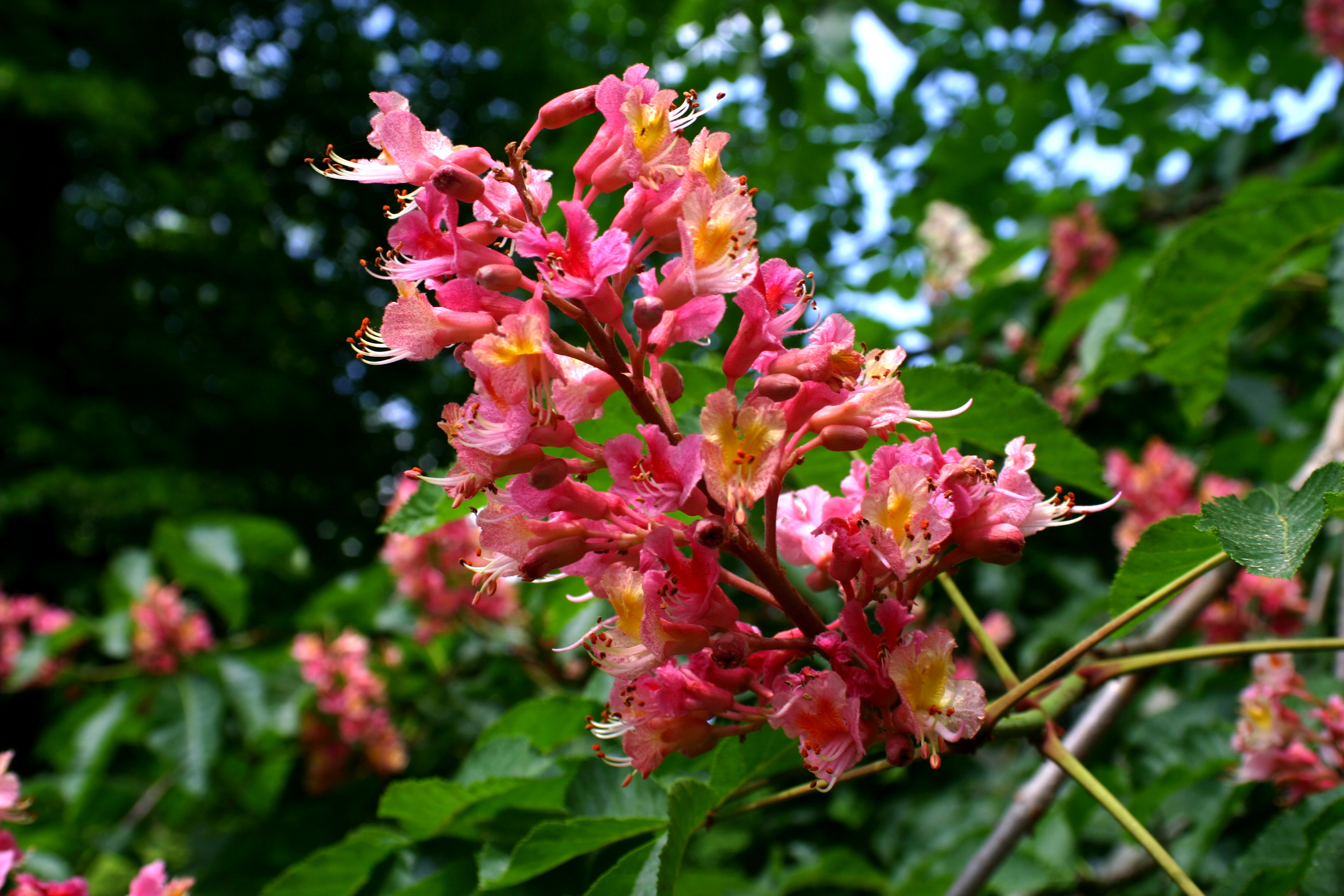
Flors de l'híbrid Aesculus x carnea

Aesculus és un gènere de plantes angiospermes de la família de les sapindàcies.

## Característiques
Són arbres caducifolis de 4 a 36 m d'alçada i amb fruits en cúpula similars a la castanya, però no comestibles. La càpsula es divideix en tres seccions per deixar caure les llavors. Els castanyers d'Índia cultiven com a arbres ornamentals a causa del seu port i del fet que donen flors en panícula força espectaculars. Les fulles són grans i oposades, palmades, de pecíol llarg i amb 5 o 7 foliols.
N'hi ha entre 13 i 19 espècies de castanyer d'Índia. L'única espècie europea del gènere és el castanyer bord (Aesculus hippocastanum), originari dels Balcans.
D'altres es troben de manera natural del Japó i la Xina fins a l'Himalaia, al subcontinent indi, a l'Àsia del sud-est i també a l'Amèrica del Nord.

## Taxonomia

### Espècies
Dins del gènere Aesculus es reconeixen les 12 espècies següents:
- Aesculus assamica Griff.
- Aesculus californica (Spach) Nutt.
- Aesculus chinensis Bunge
- Aesculus flava Sol.
- Aesculus glabra Willd.
- Aesculus hippocastanum L.
- Aesculus indica (Wall. ex Cambess.) Hook.
- Aesculus parryi A.Gray
- Aesculus parviflora Walter
- Aesculus pavia L.
- Aesculus sylvatica W.Bartram
- Aesculus turbinata Blume

### Híbrids
S'han descrit els següents híbrids naturals:
- Aesculus × bushii C.K.Schneid.
- Aesculus × hybrida DC.
- Aesculus × marylandica J.R.Booth ex Dippel
- Aesculus × mutabilis (Spach) Scheele
- Aesculus × neglecta Lindl.
- Aesculus × woerlitzensis Koehne

### Híbrids artificials
- Aesculus × carnea[6]